# Tommy Streeter
Tommy Streeter (Miami, 7 ottobre 1988) è un giocatore di football americano statunitense che gioca nel ruolo di wide receiver per i Tampa Bay Buccaneers della National Football League (NFL). Fu scelto nel corso del sesto giro (198º assoluto) del Draft NFL 2012 dai Baltimore Ravens. Al college ha giocato a football a Miami.

## Carriera professionistica

### Baltimore Ravens
Il 28 aprile 2012, Streeter fu scelto nel corso del sesto giro del Draft 2012 dai Baltimore Ravens. Il 31 agosto 2012 fu inserito in lista infortunati per un infortunio al piede che gli fece perdere tutta la sua prima stagione.
Il 26 agosto 2013, Streeter fu svincolato.

### Buffalo Bills
Il 1º settembre 2013, Streeter firmò per fare parte della squadra di allenamento dei Buffalo Bills.

### Miami Dolphins
Dopo avere passato la stagione 2013 nella squadra di allenamento dei Tampa Bay Buccaneers, il 31 agosto 2014 Streeter firmmò coi Miami Dolphins.

## Palmarès
- Super Bowl : 1

Baltimore Ravens: Super Bowl XLVII
- American Football Conference Championship: 1

Baltimore Ravens: 2012

## Statistiche
| Partite totali | 2 |